# Camilla Lundbäck
Camilla Lundbäck (29 maggio 1965) è un'ex sciatrice alpina svedese.

## Biografia
Specialista dello slalom speciale originaria di Åre, la Lundbäck in Coppa Europa nella stagione 1987-1988 vinse la classifica di specialità e fu 3ª in quella generale. In Coppa del Mondo ottenne il primo piazzamento il 16 dicembre 1988 ad Altenmarkt-Zauchensee quando si classificò 13ª e tale risultato sarebbe rimasto il migliore della Lundbäck nel massimo circuito internazionale, replicato il 20 dicembre seguente a Courmayeur; ai successivi Mondiali di Vail 1989 fu ancora 13ª, suo unico piazzamento iridato. Conquistò l'ultimo piazzamento in Coppa del Mondo il 10 marzo 1989 a Shigakōgen, replicando per la terza volta il suo miglior risultato nel circuito (13ª), e ottenne gli ultimi risultati in carriera durante la Coppa Europa 1990, nella quale fu 5ª nella classifica di specialità; non prese parte a rassegne olimpiche.

## Palmarès

### Coppa del Mondo
- Miglior piazzamento in classifica generale: 57ª nel 1989

### Coppa Europa
- Miglior piazzamento in classifica generale: 3ª nel 1988
- Vincitrice della classifica di slalom speciale nel 1988

### Campionati svedesi
- 1 oro (supergigante nel 1987)[1]